# Wladimir Andrejewitsch Glinka

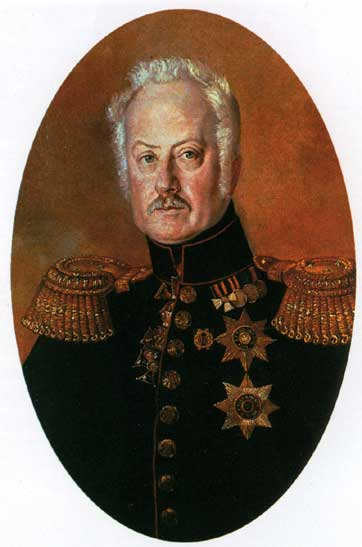
Wladimir Andrejewitsch Glinka

Wladimir Andrejewitsch Glinka (russisch Владимир Андреевич Глинка; * 4. Dezemberjul. / 15. Dezember 1790greg. im Ujesd Duchowschtschina; † 19. Januarjul. / 31. Januar 1862greg. in St. Petersburg) war ein russischer General der Artillerie und Oberleiter  der Bergbaubetriebe des Urals.

## Leben
Glinkas Eltern waren der Podporutschik des Preobraschensker Leib-Garderegiments außer Dienst Andrei Iljitsch Glinka und die Baronesse Charlotta Platen. Als jüngstes von fünf Kindern konnte er nicht auf eine auskömmliche Erbschaft hoffen. Dank seiner Geburt stand ihm eine militärische Karriere offen. Er absolvierte in St. Petersburg das 1. Kadettenkorps, das ihn 1806 in das Leib-Garde-Artilleriebataillon entließ.
Während des Vierten Koalitionskrieges nahm Glinka als Podporutschik 1807 an den Schlachten bei Guttstadt, Heilsberg und Friedland teil. Während des Russisch-Schwedischen Krieges (1808–1809) gehörte Glinka zur Küstenverteidigung des Finnischen Meerbusens. Im Russisch-Türkischen Krieg (1806–1812) war er an der Einnahme von Nikopol beteiligt. Während des Französisch-Russischen Krieges 1812 und den anschließenden Feldzügen gegen Napoleon kommandierte Glinka eine Kompanie der berittenen Artillerie. Er marschierte mit der Armee durch Polen, Schlesien und Sachsen, nahm aber nicht mehr an der Schlacht bei Waterloo teil.
Nach dem Kriegsende diente Glinka als Podpolkownik in Poltawa. Dort heiratete er Uljana Gawrilowna Wischnewska, die Schwester des Dekabristen Fjodor Gawrilowitsch Wischnewski, die als Mitgift ein Landgut mit 100 leibeigenen Bauern im Gouvernement Poltawa in die Ehe brachte. Die Ehe blieb kinderlos.
1837 wurde Glinka in Jekaterinburg Oberleiter der Bergwerksbetriebe im Ural und damit absoluter Herrscher in diesem Bereich. Es folgte die Ernennung zum Generalleutnant. Unter seiner Führung wurde ein Generalplan für den Aufbau und die Entwicklung des Uralgebiets aufgestellt. In Jekaterinburg wurde die erste Maschinenbaufabrik gegründet. Eröffnet wurden eine erste städtische Bank, eine Bergbauschule, ein Theater und ein erstes Gymnasium. 1851 stifteten die Uraler Bergbaubetriebe das Glinka-Stipendium für das Demidow-Lyzeum (jetzt Staatliche Universität Jaroslawl). Das Recht, Glinka-Stipendiaten zu ernennen, wurde 1859 durch Allerhöchsten Befehl Glinka und seinen Nachkommen verliehen. 1852 wurde Glinka General der Artillerie und Vizepräsident des Jekaterinburger Komitees für Gefängnisaufsicht.
1856 wurde Glinka Senator und 1857 Mitglied des Militärrats. 1860 wurde er auf eigenen Wunsch in den unbefristeten Urlaub entlassen. Als Senator war er nicht mehr zur Anwesenheit verpflichtet. Sein Nachfolger als Hauptbergbauchef der Uraler Berg- und Hüttenwerke wurde Friedrich von Völkner.
Die Mineralgruppe Olivin, die südlich von Syssert vorkommt, wird nach Glinka Glinkit genannt.

## Ehrungen
- Russischer Orden der Heiligen Anna IV. Klasse (1807), I. Klasse (1831), Kaiserkrone (1834)
- Goldenes Schwert für Tapferkeit (1829)
- Russischer Orden des Heiligen Georg (1830)
- Virtuti Militari II. Klasse (1836)
- Orden des Heiligen Wladimir II. Klasse (1839), I. Klasse (1856)
- Kaiserlich-Königlicher Orden vom Weißen Adler (1841)
- Goldene Tabatiere mit Brillanten und kaiserlichem Porträt (1845)
- Alexander-Newski-Orden (1851), Brillanten (1854)